# Olier Mordrel
Olier Mordrel (* 29. April 1901 in Paris unter dem Namen Olivier Mordrelle; † 25. Oktober 1985 in Léchiagat, Département Finistère) war ein Architekt, Schriftsteller und militanter bretonischer Nationalist, der während des Zweiten Weltkriegs mit den deutschen Besatzern zusammenarbeitete. Unter zahlreichen Pseudonymen wie Jean de La Bénelais, Er Gédour, Ab Calvez, Ap-Calvez, Arvester, Otto Mohri und Olivier Launay verfasste er zahlreiche Werke und Beiträge.

## Leben

### Jugend in Paris
Mordrelle wurde als Sohn eines Generals der französischen Kolonialtruppen, der aus Saint-Malo stammte, und einer Korsin in Paris geboren, wo er auch den größten Teil seiner Kindheit verbrachte und die bretonische Sprache erlernte.

### Der bretonische Autonomist (1919–1939)
Mordrelle schloss sich 1919 der regionalistischen Gruppierung Breiz Atao an und wurde 1922 Präsident der Unvaniez Yaouankiz Breiz (Union de la jeunesse de Bretagne). Nach einem Studium an der Kunsthochschule (École des Beaux-Arts), war er ab 1925 mehr als 10 Jahre lang in Quimper als Architekt tätig. In den dreißiger Jahren beteiligte er sich an den Versuchen junger, bretonisch-nationalistisch ausgerichteter Architekten, unter dem Einfluss von Art déco und Le Corbusier einen modernen bretonischen Baustil zu etablieren. In Quimper baute Mordrel das Art-déco-Kaufhaus Ty Kodaks.
Zusammen mit dem bretonisch-nationalistischen Schriftsteller Roparz Hemon gründete Mordrelle den Gwalarn, der zunächst als literarische Beilage der autonomistischen Zeitschrift Breiz Atao, ab der 7. Ausgabe dann als eigenständige Literaturzeitschrift erschien. In dieser Publikation taucht erstmals die Swastika auf, die als heidnisches und vorchristliches Symbol über der Spalte mit Parteinachrichten stand. Auf dem 1. Interkeltischen Kongress in Dublin 1925 war Mordrelle unter dem Namen Olier Mordrel Mitglied der bretonischen Delegation. 1927 entstand aus der Unvaniez Yaouankiz Breiz der Parti autonomiste breton (PAB; 1927–1931). Mordrel wurde zunächst dessen Vizepräsident, später dann dessen Propagandasekretär.
Als Nachfolgeorganisation des PAB, der nach mehreren Wahl-Misserfolgen 1931 zerfallen war, gründeten François Debauvais und Olier Mordrel Anfang 1932 den Parti national breton (PNB). Während Debauvais sich mehr um den organisatorischen Aufbau der Partei kümmerte, war Mordrel für die ideologischen Überlegungen und für politische Stellungnahmen, die vor allem in dem zunächst bretonisch-autonomistischen, dann bretonisch-nationalistischen Breiz Atao erschienen. Seine Begeisterung für Neuheidentum und Faschismus versuchte er in eigenen Veröffentlichungen zum Ausdruck zu bringen, da er in Beiträgen zum Breiz Atao auf politisch anders ausgerichtete Strömungen und insbesondere auch auf katholische Empfindlichkeiten Rücksicht nehmen musste. 1933 veröffentlichte Mordrel in Breiz Atao unter dem Pseudonym A. Calvez das politische Programm SAGA, das er später zum Ausgangspunkt eines bretonischen Nationalsozialismus erklärte.
1934 gründete Mordrel die Zeitschrift Stur (Das Steuerrad), die ebenfalls die Swastika als Symbol nutzte. In dieser Zeitschrift vertrat er entschieden die Position eines keltischen Nationalismus und rechtfertigte 1938 in einer Zukunftsvision (Vision d’avenir) die zur Behauptung dieses Nationalismus erforderliche Brutalität der Herrenvölker, die er mit den nordischen Völkern gleichsetzte.
1936 gründete Mordrel das Bulletin des minorités nationales de France (später in Peuples et Frontières umbenannt; erschien 1937–1939). Diese Zeitschrift versprachen ihren Lesern „Enthüllungen“ über die Lage der Bretagne und der wichtigsten europäischen nationalen Minderheiten. Das besondere Augenmerk galt dabei jedoch den Minderheiten in Frankreich: der elsässische Autonomist Hermann Bickler vertrat in einer eigenen Kolumne das Elsass und trat darin zunehmend für die nationalsozialistische Ideologie ein. Auch für Flandern und Korsika gab es eigene Rubriken und Verantwortliche. Es gibt verschiedene Hinweise darauf, dass Mordrel bereits seit 1936 Kontakte zu deutschen Nachrichtendiensten hatte.
Am 14. Dezember 1938 wurden Mordrel und François Debauvais wegen «Verletzung der nationalen Einheit» (atteinte à l'unité de la nation) zu jeweils einem Jahr Gefängnis auf Bewährung verurteilt. Von Juli 1938 bis Juli 1939 war Mordrel Generalsekretär und Redakteur von Breiz Atao, der dann wegen seiner politischen Stellungnahmen und seiner Verbindungen zu deutschen Amtsträgern im Oktober 1939 durch die Regierung Daladier im Rahmen ihrer landesweiten Maßnahmen gegen separatistische Gruppierungen aufgelöst wurde.

### Der Kollaborateur (1939–1945)
Noch vor der Kriegserklärung Frankreichs an Deutschland im September 1939 reiste Mordrel zusammen mit seiner Ehefrau sowie François und Anna Debauvais nach Deutschland ab, um seiner bevorstehenden Verhaftung zu entgehen. Über Belgien erreichten die Flüchtlinge schließlich Berlin, wo sie mit Unterstützung von Gerhard von Tevenar trotz ihrer französischen Staatsangehörigkeit Papiere als Staatenlose sowie komfortable Wohn- und Arbeitsmöglichkeiten erhielten. Im Oktober 1939 richteten Mordrel und Debauvais ein Manifest (diskleriadur) an die Bretonen, das zur Tarnung als Verlagsort Amsterdam angab und in dem sie die Kriegserklärung Frankreichs verurteilten. Die beiden Gründer des PNB richteten auch mehrere Kriegsbriefe (Lizer Brezel) an ihre zurückgebliebenen Anhänger, in denen sie daran erinnerten, dass ein echter Bretone nicht für Frankreich, den ewigen Feind der Bretagne, sterben darf. Mordrel setzte sich bei seinen deutschen Kontaktpersonen für eine Unabhängigkeit der Bretagne nach einem deutschen Sieg ein und bezeichnete sich selbst als Leiter einer Bretonischen Regierung. Auf Empfehlung von Mordrel und Debauvais wurden bretonische Kriegsgefangene in Luckenwalde zusammengezogen, um Rekruten für eine bretonische Befreiungsarmee zu gewinnen. Diese Bemühungen waren jedoch kaum von Erfolg gekrönt.
Im Mai 1940 wurden François Debauvais und Mordrel vom Militärgerichtshof in Rennes wegen Verstoßes gegen die äußere Sicherheit des französischen Staates und gegen die Unversehrtheit seines Staatsgebietes, wegen Fortführung einer und Werbung für eine verbotene Gruppe und Anstiftung von Militärangehörigen zur Desertation und zum Verrat in Abwesenheit zum Tode verurteilt. Am 1. Juli 1940 kehrte Mordrel im Gefolge der deutschen Invasion in die Bretagne zurück. Er wurde dort Führer des PNB und Herausgeber der Zeitschrift L'Heure bretonne, die eine prodeutsche und antibritische Linie verfolgte. In Übereinstimmung mit Werner Best, mit dem er zahlreiche Gespräche geführt hatte, forderte er die Bildung eines von Frankreich unabhängigen und mit Deutschland verbündeten bretonischen Staates und griff publizistisch regelmäßig das Vichy-Regime und seine regionalen Vertreter an. Spannungen ergaben sich im Verhältnis zu Célestin Lainé, vor allem nach der Aktion des Service Spécial in Gouézec im Oktober 1940. Als die Reichsregierung in Berlin den geringen Rückhalt des PNB in der bretonischen Bevölkerung registrierte, entzog sie Mordrel schließlich ihre Unterstützung und stützte sich zunehmend auf das Vichy-Regime. In der Partei kam es daraufhin unter Führung von Raymond Delaporte und mit Unterstützung von Célestin Lainé zu einer „Palastrevolution“ gegen Mordrels Führung. Dies entsprach auch dem Wunsch der deutschen Besatzung, deren Absichten eine von Deutschland unabhängige und Vichy-feindliche bretonische Partei zuwiderlief. Am 2. Dezember 1940 trat Mordrel sowohl von der Parteiführung als auch von der Leitung der l'Heure Bretonne zurück. Am 8. Dezember 1940 wurde Raymond Delaporte sein Nachfolger. Die politische Linie des PNB war in der Folge weniger klar separatistisch aber auch weniger auf Kollaboration mit der deutschen Besatzung ausgerichtet als zuvor.
Mordrel wurde ab Dezember als Aufenthaltsort zunächst Stuttgart, ab Mitte Januar 1941 dann Berlin zugewiesen. Professor Leo Weisgerber bot ihm eine Stelle als Lektor des Keltischen an der Universität Bonn an, die Mordrel allerdings ablehnte, und erreichte schließlich auch, dass er am 6. Mai 1941 nach Paris zurückkehren konnte. Mordrel erhielt schließlich die Erlaubnis, sich im Département Mayenne niederzulassen. Er nahm von dort aus wieder Kontakte zu alten autonomistischen Freunden auf und siedelte schließlich mit Zustimmung der Deutschen am 16. September 1941 nach Rennes über.
1942 wurde Mordrel ermutigt und ermächtigt, seine Zeitschrift Stur wieder erscheinen zu lassen. 1943 traf er sich in Rennes regelmäßig mit Louis-Ferdinand Céline und arbeitete beim deutschen Propagandasender Radio Paris mit.

### Exil und Rückkehr (1944–1972)
Beim Herannahen der alliierten Truppen flüchtete Mordrel am 13. August 1944 nach Deutschland, wo er noch am 16. Februar 1945 mit Jacques Doriot über eine bretonische Unabhängigkeit im Rahmen einer künftigen französischen Föderation nach Schweizer Vorbild verhandelte. Nach dem Zusammenbruch des NS-Staates setzte Mordrel seine Flucht fort. Im Juni 1946 wurde Mordrel von einem französischen Gericht in Abwesenheit zum Tode verurteilt. Auf dem Umweg über Brasilien und Argentinien siedelte er sich schließlich in Spanien an. Aus dem spanischen Exil veröffentlichte er unter dem Pseudonym Brython in der (französischsprachigen) bretonisch-autonomistischen Zeitschrift Ar Vro (1954–1974). 1972 kehrte er nach Frankreich zurück, war unter dem Pseudonym Otto Mohr (einem seiner Pseudonyme aus dem Jahr 1940) Mitarbeiter der rechtsgerichteten Zeitschrift La Bretagne réelle und veröffentlichte mehrere Bücher, darunter Waffen SS d'Occident. In den 1980er Jahren war Mordrel Mitgründer von Kelc'h Maksen Wledig (nach dem weströmischen Kaiser Maximus), einem Zirkel in der Tradition des extrem rechten Flügels des bretonischen Nationalistismus. Während Mordrel bei der Präsidentschaftswahl 1981 den sozialistischen Kandidaten François Mitterrand unterstützte, sympathisierte er gleichzeitig mit den Vorstellungen von GRECE, dem Theoriezirkel um Alain de Benoist, der der Neuen Rechten zugeordnet wird. 1985 verstarb Mordrel.
Mordrels Sohn ist der französische Schriftsteller und Herausgeber Tristan Mordrelle (Pseudonym: André Chelain), der geschichtsrevisionistische und negationistische Positionen vertritt.

### Der Schriftsteller (1972–1985)
Neben seinen politischen Aktivitäten hat sich Olier Mordrel sowohl in bretonischer als auch in französischer Sprache als Schriftsteller betätigt. Seit den 1920er Jahren begann er seine Vision von der „eigentlichen Bretagne“ zu formulieren, die er auf seine Studien zum Fortbestehen eines keltischen Empfindens stützte.
Nach seiner Rückkehr aus dem Exil verknüpfte Olier Mordrel in seinem Hauptwerk Breiz Atao sein politisches Engagement während der vorangegangenen 25 Jahre und den bretonischen Nationalismus mit keltischer Dichtung und Kunstgeschichte. Er beschreibt detailliert seinen Werdegang, liefert eine ganz persönliche Sicht seines politischen Engagements und setzt sich detailliert mit der Kritik anderer bretonischer Nationalisten auseinander (darunter Anna Youennou, der Witwe von François Debauvais, die Mordrel in der Biographie ihres Mannes als eine sehr hochmütige, autoritäre, herablassende und opportunistische Persönlichkeit beschreibt). Die gegensätzlichen Darstellungen der Beziehung zwischen Mordrel und Debauvais vermitteln eine Vorstellung von den zunehmend sich verschlechternden Beziehungen zwischen den beiden Männern. Mordrel nennt in Breiz Atao keine Gründe für seine ganz persönliche Nähe zur nationalsozialistischen Ideologie, sondern führt dafür eher allgemeine Motive an wie Opportunismus, außergewöhnliche Zeitumstände und eine gewisse Geistesverwandtschaft. Er ist bemüht, das Vorgehen des PNB auf Grund einer besonderen bretonischen Empfindsamkeit vom italienischen Faschismus und vom deutschen Nationalsozialismus abzugrenzen und weist die Vorstellung von einer „bretonischen Kopie“ ausländischer Modelle zurück.
In L'essence de la Bretagne (1977) beschreibt er das Verschwinden der traditionellen Gesellschaft, den Orientierungsverlust der Gegenwart und die erforderliche Sammlung aller Kräfte, um die Bretagne und ihr Wesen zu neuem Leben zu erwecken. Über seine literarischen Essays versuchte Mordrel in seinen letzten Lebensjahren durch Vorschläge zu einer politischen Ordnung wie in La Voie Bretonne (1975) Einfluss auf jüngere Generationen bretonischer Nationalisten zu nehmen. In Le Mythe de l'Hexagone und L'idée bretonne (beide 1981 erschienen) versuchte er, die bretonisch-nationalistische Doktrin des Breiz Atao aus den 20er Jahren weiterzuentwickeln. Er verfasst Gedichte in bretonischer Sprache und Übersetzungen und versucht in La littérature en Bretagne und Les hommes dieux (1979) den Ausdruck der keltischen Seele bei bretonischen Schriftstellern aufzuspüren und zu beschreiben. Unter dem Titel La Bretagne veröffentlichte er 1983 einen Atlas der Bretagne, der seine Ansichten zur sozialen und geographischen Situation der bretonischen Halbinsel widerspiegelt.

## Geistiges Vermächtnis
Obwohl Mordrel in der Nachkriegszeit wegen seiner Nähe zu Faschismus und Nationalsozialismus lange ignoriert oder angegriffen wurde, gilt er immer noch als der wesentliche Ideologe des bretonischen Nationalismus und sein Gedankengut ist auch heute noch auf dem rechten Flügel des bretonischen Nationalismus lebendig. In seinen Veröffentlichungen der Nachkriegszeit vermeidet es Mordrel, auf die Jahre der Kollaboration mit der deutschen Besatzungsmacht näher einzugehen. Die 2000 gegründete rechtsextreme bretonische Partei Adsav bezieht sich stark auf Mordrels Ideologie und veranstaltete 2005 an seinem Grab eine Gedenkfeier anlässlich seines 20. Todestages.

## Veröffentlichungen
- Kanenn hini Langenau. Ti-Moulerez Kenwerzel Breiz Kenwerzel Breiz, Roazon (=Rennes) [1932]. (Bretonische Übersetzung von Die Weise von Liebe und Tod des Cornets Christoph Rilke von Rainer Maria Rilke)
- Pensées d'un Nationaliste breton. Nouvelles éditions bretonnes, Rennes 1933 (zuerst erschienen in Breiz Atao zwischen 1921 und 1927 unter dem Pseudonym J. La Bénelais)
- Celtisme et christianisme. Cahiers de la Bretagne réelle, Merdrignac 1969
- La subversion chrétienne (Celtisme et christianisme II). Cahiers de la Bretagne réelle, Merdrignac 1972.
- Le terrorisme religieux : la grande substitution ou l'inversion des valeurs (Celtisme et christianisme III). Cahiers de la Bretagne réelle, Merdrignac 1978
- Certaine religion étrangère avec une étrange et malfaisante doctrine (Celtisme et christianisme IV). Cahiers de la Bretagne réelle, Merdrignac 1979.
- Breiz Atao ou histoire et actualité du nationalisme breton. Éditions Alain Moreau, Paris 1973.
- La voie Bretonne, Nature et Bretagne, Quimper 1975
- L'essence de la Bretagne. Éditions Kelenn, Paris 1977
- Les hommes-dieux, récits de mythologie celtique. Copernic, Paris 1979
- L'Idée Bretonne. Éditions Albatros, Paris 1981
- Le mythe de l'hexagone. Picollec, Paris 1981
- La Bretagne, Nathan, Paris 1983